# Надеждин, Фёдор Алексеевич
Фёдор Алексеевич Надеждин (1917—1943) — старший лейтенант Рабоче-крестьянской Красной Армии, участник Великой Отечественной войны, Герой Советского Союза (1944).

## Биография
Родился 5 июня 1917 года в селе Верхняя Добринка (ныне — Жирновский район Волгоградской области). После окончания восьми классов школы работал на стройках в Саратовской области. 
В 1939 году был призван на службу в Рабоче-крестьянскую Красную Армию. С июля 1941 года — на фронтах Великой Отечественной войны. К октябрю 1943 года старший лейтенант Фёдор Надеждин командовал батареей 100-го артиллерийского полка 93-й стрелковой дивизии 52-й армии Степного фронта. Отличился во время битвы за Днепр.
1 октября 1943 года батарея под командованием Фёдора Надеждина одной из первых переправилась через Днепр в районе села Пекари Каневского района Черкасской области Украинской ССР и приняла активное участие в боях за захват и удержание плацдарма на его западном берегу. 5 октября, оказавшись в окружении на высоте к западу от Пекарей, вызвал огонь на себя, что позволило батарее удержаться на позициях, а ночью того же дня прорвать окружение. 6 октября батарея вновь попала в окружение. Фёдор Надеждин вновь вызвал огонь на себя, уничтожив несколько десятков солдат и офицеров противника, но сам при этом погиб. Похоронен в Пекарях.
Указом Президиума Верховного Совета СССР «О присвоении звания Героя Советского Союза генералам, офицерскому, сержантскому и рядовому составу Красной Армии» от 22 февраля 1944 года за «образцовое выполнение боевых заданий командования при форсировании реки Днепр, развитие боевых успехов на правом берегу реки и проявленные при этом отвагу и геройство» был удостоен посмертно высокого звания Героя Советского Союза. Также посмертно был награждён орденом Ленина.